# Ацилії
Ацилій (лат. Acilius жін. Acilia) — це номен роду Ациліїв, патриціанської родини Стародавнього Риму. Гілки цієї родини включали Ациліїв Авіолів (лат. Acilii Aviola), Ациліїв Балбів (лат. Acilii Balbi) та Ациліїв Глабріонів (лат. Acilii Glabriones) — двоє останніх були плебейського походження; згодом багато хто з них стали трибунами плебсу.
У 1888 р. в Римі було знайдено гробницю Ациліїв. Також у ІІ ст. Глабріони мали власний сад, Horti Aciliorum, на пагорбі Пінціо.

## Відомі представники

### Республіка
- Маній Ацилій Глабріон (лат. Manius Acilius Glabrio) — консул у 191 р. до н. е., переможець у битві під Фермопілами
- Луцій Ацилій (лат. Lucius Acilius) — військовик, легат, приблизно 181 р. до н. е.
- Гай Ацилій (лат. Gaius Acilius) — сенатор приблизно у 155 р. до н. е.
- Маній Ацилій Глабріон (лат. Manius Acilius Glabrio) — консул-суффект у 154 р. до н. е.
- Маній Ацилій Балб (лат. Manius Acilius Balbus) — консул у 150 р. до н. е.
- Маній Ацилій Балб (лат. Manius Acilius Balbus) — консул у 114 р. до н. е.
- Маній Ацилій Балб (лат. Manius Acilius Balbus) — майстер карбування монет, 119 — 110 рр. до н. е.
- Маній Ацилій Глабріон (лат. Manius Acilius Glabrio) — державний діяч, приблизно у 122 р. до н. е.
- Маній Ацилій Глабріон (лат. Manius Acilius Glabrio) — консул у 67 р. до н. е.
- Маній Ацилій (Глабріон (?)) (лат. Manius Acilius (Glabrio ?)) — майстер карбування монет, 49 р. до н. е.
- Марк Ацилій Глабріон (лат. Marcus Acilius Glabrio) — консул-суффект у 33 р. до н. е.
- Ацилій (лат. Acilius) — часто згадуваний хоробрий солдат легендарного 10-го легіону Цезаря
- Марк Ацілій Канін або Маній (також Канініан) (лат. Marcus Acilius Caninus (Caninianus)) — воєначальник часів Цезаря, проконсул Сицилії 48 року до н. е.
- Маній Ацилій (лат. Manius Acilius) — римський посол у Єгипті
- Луцій Ацилій (лат. Lucius Acilius) — правник, сучасник Катона

### Імперія
- Ацилій Авіола (лат. Acilius Aviola) — легат часів ранньої Імперії
- Маній Ацилій Авіола (лат. Manius Acilius Aviola) — консул у 54 р.
- Луцій Ацилій Страбон (лат. Lucius Acilius Strabo) — консул-суффект у 80 р.
- Маній Ацилій Глабріон (лат. Manius Acilius Glabrio) — консул у 91 р.
- Маній Ацилій Руф (лат. Manius Acilius Rufus) — консул-суффект у 107 р.
- Маній Ацилій Авіола (лат. Manius Acilius Aviola) — консул у 122 р.
- Маній Ацилій Глабріон (лат. Manius Acilius Glabrio) — консул у 124 р.
- Марк Ацилій Пріск Егрілій Пларіан (лат. Marcus Acilius Priscus Egrilius Plarianus) — префект у 126 р.
- Маній Ацилій Глабріон Гней Корнелій Север (лат. Manius Acilius Glabrio Gnaeus Cornelius Severus) — консул у 152 р.
- Маній Ацилій Глабріон (лат. Manius Acilius Glabrio) — консул у 186 р.
- Маній Ацилій Фаустін (лат. Manius Acilius Faustinus) — консул у 210 р.
- Маній Ацилій Авіола (лат. Manius Acilius Aviola) — консул у 239 р.
- Марк Ацилій Глабріон (лат. Marcus Acilius Glabrio) — консул у 256 р.
- Ацилій Глабріон (лат. Acilius Glabrio) — консул часів Нерона або Доміціана
- Публій Ацилій Аттіан (лат. Publius Acilius Attianus) — префект часів Траяна та Адріана